# 江口啓子
江口 啓子（えぐちけいこ）は、日本文学研究者。豊田工業高等専門学校准教授。博士（文学）（名古屋大学）。研究分野は中世文学（画中詞、御伽草子）。

## 人物・経歴
2019年名古屋大学文学研究科卒業、博士（文学）取得。在籍中は名古屋市立中央高等学校教諭を務めた。同年豊田工業高等専門学校一般学科講師。2022年豊田高専一般学科准教授。2019年度から科学研究費助成事業の若手研究の助成を受け室町戦国期の女性の文芸活動の研究を行った。学校運営にあたっては2020年度より国際交流センター室員を務める。日タイ高校生サイエンスフェア（TJ-SSF）、日タイ高校生ＩＣＴフェア（TJ-SIF）参加学生への指導引率、TEDxToyotaKOSENの立ち上げに関わるなど、国際交流イベントに貢献した。令和５年度豊田工業高等専門学校教員顕彰。高専外でも大学の非常勤講師や小学生向けの講座、生涯学習講座等で古典に親しんでもらえるよう活動している。古典が活かされている現代のアニメやゲーム等のサブカルチャーを紹介して身近に感じてもらえるように工夫している。好きなものを伝える「オタク語り」で授業を行い、情熱を伝えている。

## 書籍
- 『室町時代の少女革命：『新蔵人』絵巻の世界』（阿部泰郎監修、江口啓子、鹿谷祐子、玉田沙織編、笠間書院、2014年10月、ISBN 9784305707451)
- 『風葉和歌集新注一』（名古屋国文学研究会、青簡舎、2016年5月、ISBN 9784903996936)
- 『風葉和歌集新注二』 （名古屋国文学研究会、青簡舎、2018年2月、ISBN 9784909181053）
- 『室町時代の女装少年×姫 『ちごいま』物語絵巻の世界』（阿部泰郎監修、江口啓子、鹿谷祐子、末松美咲、服部友香編、笠間書院、2019年3月、ISBN 9784305708755）
- 『風葉和歌集新注三』（名古屋国文学研究会、青簡舎、2020年6月、ISBN 9784909181268）
- 『異性装 : 歴史の中の性の越境者たち』（共著（異性装の恋ー異性愛と同性愛が交わる場所）、集英社インターナショナル、集英社 (発売) 、2023年2月、ISBN 9784797681178）
- 『未来を切り拓く古典教材: 和本・くずし字でこんな授業ができる』（分担執筆（イメージで現代とつなぐ古典）、文学通信 2023年3月26日、ISBN 4867660035）